# Aporía
El término aporía (del griego ἀπορία, 'dificultad para el paso')  hace referencia a los razonamientos en los cuales surgen contradicciones o paradojas irresolubles; en tales casos las aporías se presentan como dificultades lógicas casi siempre de índole especulativa.
Debe observarse que muchas especulaciones que en su momento fueron consideradas aporías, es decir, paradojas irresolubles, luego han sido resueltas merced a los avances cognitivos o a los cambios de paradigma, de cosmovisión o de episteme.

## Etimología
La palabra aporía surge del griego ἄπορον con el significado de algo muy difícil de entender o de interpretar, impracticable; la palabra surge con la partícula negativa o privativa "α" y la palabra πόρος (pasaje). Cuando se efectuaba una pregunta que no tenía respuesta, los antiguos filósofos griegos (especialmente los academistas), solían expresar: «ἀπορέω»..."no se puede a través de esto", con el significado de "no concibo esto" o "esto no puede ser aclarado". También recibe el nombre de "aporía" la fase de la mayéutica de Sócrates en la cual aparece el "falso saber" para ser develado.
Los sofistas y la Escuela de Megara recurrieron a las aporías. También se nota su uso, por ejemplo, en Platón y en los estoicos.

## Las aporías de Anaxágoras y Demócrito
Si, por ejemplo, se parte de la definición de la materia como extensa se tiende a llegar a la conclusión de que la materia es divisible ad infinitum: por más pequeña que sea la fracción que se obtiene de la división, siendo material es entonces extensa y por esto aún siempre divisible ulteriormente; esta era por ejemplo la tesis de Anaxágoras, quien sostenía la teoría de "semillas" infinitas, partículas originarias divisibles al infinito.

Pero si se presupone que la característica fundamental de la materia es la extensión (presupuesto que puede ser una petición de principio) y por ende su divisibilidad ad infinitum, se preguntaba Demócrito: ¿cómo es posible que existan objetos finitos? (lo que parece ser antiintuitivo). "Las cosas finitas no pueden derivar del infinito", decía él, y de ahí la necesidad que tuvo Demócrito de pensar que la materia está compuesta por partículas indivisibles: los átomos ( "ἄ-τομος" significa precisamente in-divisible).
Aquí, pues, los griegos tenían dos conclusiones: o la infinita divisibilidad de la materia o la no infinita divisibilidad de la materia; esta antinomia parecía oponerse a todo pensamiento racionalmente válido, por lo que la cuestión era entonces una aporía.
La física cuántica supera el concepto de átomo, observando que el propio átomo, como constitutivo de la materia, es sólo un signo de la materia, incluso una negación de la misma, porque si toda la materia está compuesta de átomos, entonces los átomos mismos no pueden ser materiales. La mecánica cuántica ha visto cómo el átomo se disuelve en la pura nada, en una pura posibilidad de "estar ahí", pero que no es algo extenso y con forma como creían los atomistas.

## La aporía socrática
Aporía también es llamada una fase de la mayéutica de Sócrates tendiente a liberar al sujeto del "conocimiento" falso; "conocimiento" basado en tener la convicción de ciertas "verdades". El interlocutor de Sócrates, de hecho, frente a la presión del maestro que constantemente le interroga buscando definiciones cada vez más precisas sobre el tema de la discusión, llega al final a la aporía, al callejón sin salida, declarando su incompetencia para dar una respuesta definitiva y precisa. Al final reconoce que su certeza inicial era inexistente.

## La aporía de Jacobi
Friedrich Heinrich Jacobi, a fines del siglo XVIII e inicios del XIX, critica en un texto denominado Über den transcendentalen idealismus («Sobre el idealismo trascendental») a los postkantianos (entre ellos a Fichte y Schelling), quienes plantearon romanticistamente a toda razón derivada como de un "Yo transcendental", ya que Jacobi considera que el idealismo trascendental propuesto por Kant, pese a ser principalmente consciente, es en esto tan radical que lo fenoménico queda encerrado en la subjetividad, quedando por esto censuradas o desconocidas las heterorreferencias que constituyen a la misma razón que se intenta afirmar, de modo que el idealismo de la razón se trastoca en un fatalismo que anula a la razón misma y, por ser fatalista, anula del mismo modo a la libertad.

### Karl Jaspers critica a Husserl por observarle doxas aporéticas
Por otra parte, en la primera mitad del siglo XX, Karl Jaspers criticó a la fenomenología del "primer" Edmund Husserl, ya que Jaspers la observó encerrada en una aporía debido a que la fenomenología husserliana (en la cual se inspiró bastante Jean-Paul Sartre) se mantiene en el subjetivismo del cogito planteado por Descartes; porque el fenómeno queda dentro de la consciencia y la misma consciencia dentro de un ego (aunque se le denomine «ego transcendental») y el problema notable de tal noción del fenómeno sería que el, o los fenómenos, quedarían encerrados en el dialelo hylético (o sensorial), cuyo trasunto extrasubjetivo sería el de un en sí o (en términos kantianos) un noúmeno inaccesible a la consciencia. El filósofo español Ricardo Sánchez Ortiz de Urbina criticó de manera similar el idealismo de Husserl al entender que no hay un «ego trascendental».

## El uso moderno de la aporía
Hoy en día la aporía significa la imposibilidad de resolver un problema si se comienza a partir de ciertas premisas. Si se desea refutar una teoría  precisamente se tiende a demostrar que tal teoría es contradictoria o que genera contradicciones insolubles.

## Ejemplos
- Zenón de Elea, en defensa de las teorías de Parménides, planteó las que en su tiempo eran aporías, por ejemplo la que «demostraba la imposibilidad lógica del movimiento» o la célebre paradoja de Aquiles y la tortuga: Aquiles, el más veloz de los hombres, nunca podría alcanzar a la lenta tortuga si ésta había partido un momento antes que él ya que a «cada espacio que avanzaba Aquiles, la tortuga siempre estaba un espacio adelantada». Aristóteles intentó una primera refutación al razonamiento zenoneano: para Aristóteles se debe distinguir entre lo infinito en potencia y lo finito en acto; potencialmente cada segmento es infinitamente divisible, en cambio en acto o "actualmente" cada segmento es divisible y puede ser "actuado". Aunque la refutación aristotélica es genial tiene cierto matiz de hipótesis ad hoc. Ya en el siglo XX Henri Bergson considera acertadamente que Zenón ha espacializado al tiempo y ha aplicado al movimiento y al tiempo los conceptos de cosa y ser. Casi coetáneamente a Bergson, Bertrand Russell demostró que la serie de puntos de una línea son un continuo matemático, siendo inexistentes los momentos consecutivos o terceros momentos que se interpongan ad infinitum entre un par de momentos dados; tanto Bergson como Russell demuestran, cada cual a su modo, que tal aporía zenoniana se soluciona si se incluye la variable tiempo,  que era la dimensión que omitía (debido a su paradigma epocal o a su cosmovisión) Zenón de Elea en el siglo V a. C.

- La idea de la nada suele plantear una aporía en cuanto se pueda suponer la «existencia» de algo que por definición no existe.

- George Berkeley, en el siglo XVII, y en general todo el solipsismo plantean una aporía: ¿cómo se puede demostrar que la realidad objetiva es realmente objetiva y no una creación ilusoria subjetiva? Berkeley se valió de la imaginación, los ensueños e incluso los delirios como posibles elementos demostrativos del solipsismo. Uno de los primeros modos de refutación de tal aporía se encuentra en la conciencia intencional planteada por Franz Brentano (ya a fines del siglo XIX e inicios del siglo XX): «Toda conciencia es conciencia de algo (externo o trascendente a la conciencia)».

- El cosmos en cuanto a sus límites espaciotemporales plantea aporías que en parte se resuelven con la hipótesis del universo autocontenido, hipótesis resolutoria sostenida principalmente por Stephen Hawking (en la segunda mitad del siglo XX e inicios del presente siglo XXI). Algo similar ocurre con las teorías creacionistas del Universo: si, como el sentido común ha planteado frecuentemente, el Universo no puede salir de la nada y, por esto, «necesita de un Creador», ¿no necesita por su parte otro Creador el Creador del Universo (y así ad infinitum), ya que nada sale de la nada? (véase la Paradoja de la omnipotencia).[n. 2]

- En la ética se encuentran aporías como esta: ¿Existe la libertad para no ser libre? La aporía inversa puede observarse en la filosofía de Sartre: la necesidad o ananké de los humanos es proyectarse a la libertad y ser libres (comúnmente, si se descarta la dialéctica, la necesidad o ananké se considera como un opuesto a la libertad).

- Los «viajes en el tiempo» implican paradojas que muchos consideran irresolubles (aporías). De éstas la más conocida es la llamada paradoja del abuelo. Sin embargo Frank Tipler (a inicios del presente siglo XXI) dio una explicación bastante lógica que resolvería a esta aporía: «si alguien viaja al pasado se vuelve parte del pasado, y por esto no puede cambiar ni el pasado ni el futuro».

- La paradoja de Russell incumbente en principio a las ciencias matemáticas es, desde el punto de vista filosófico, otro ejemplo de aporía.

- Los teoremas de incompletitud de Kurt Gödel demostrados en el siglo XX resuelven algunas paradojas de la lógica.

- El concepto de realidad virtual supone, según Román Gubern (en la segunda mitad del siglo XX e inicios del siglo XXI) en su libro Del bisonte a la realidad virtual, una aporía, porque nada puede ser real y virtual al mismo tiempo. Aunque tal planteamiento es falaz ya que lo virtual ¿acaso no es un subconjunto de la realidad? Como lo ha notado Jacques Lacan: no debe confundirse la realidad con lo real.

- También es conocida la "paradoja" (en realidad durante siglos fue un dilema, que encerraba a un dialelo, transformado en una aporía) del huevo y la gallina. Su enunciado simplista es: "¿qué fue primero, el huevo o la gallina?"; con esta aporía muchos de quienes la utilizaban intentaban demostrar que "era irresoluble" si no aparecía un tercer factor divino que era el creador; sin embargo la teoría de la evolución de las especies explica perfectamente el supuesto irresoluble "galimatías": Lo primero siempre ha sido el huevo, ya que las gallinas actuales descienden de la mutación genética que algún ancestro anterior a las gallinas dejó en el huevo. Por lo que se sabe, todas las aves actuales descienden de los desaparecidos dinosaurios terópodos y los dinosaurios terópodos descienden de reptiles como los anfibios y los anfibios de los peces y así, pasando por los cenobios, a diminutos protozoarios, hasta llegar a los procariotas aún más diminutos como bacterias y antes a los protobiontes como pueden serlo los coacervados, que incluirían a LUCA, Último Ancestro Común Universal de la Vida (LUCA, por su sigla en inglés),[3] antes a las moléculas como el ARN,[4] y antes a las moléculas (por ejemplo los aminoácidos) y en especial las de biopolímeros basadas en los átomos de carbono y antes a los complejos átomos de carbono, los simples átomos de hidrógeno y antes los quarks y quizás antes las hipotéticas branas y cuerdas subatómicas y antes el bosón de Higgs y antes acaso el prácticamente etéreo campo de Higgs.

- Por otra parte, en el budismo Zen existen algunos planteos semejantes a las aporías tales como los kōan, que expresan frases como «aplaudir con una sola mano».[n. 3] En estos casos la aporía no es tal, ya que la paradoja es falsa, aunque tiene la positiva función de plantear un sorprendente problema cognitivo para estimular al intelecto y quitar a la gente del mal sentido común (no toda la realidad es equivalente a lo real). Ejemplos del mal sentido común y «realidades inconcusas e irrefutables» han sido que el Sol giraba en torno a la Tierra y que la Tierra era plana y estaba en el centro del Universo.

- De un modo semejante al anterior, la tradición a veces expresa que: «Muchos ciegos son clarividentes» y el ejemplo de tal caso es el de Edipo, quien tras arrancarse los ojos recién «puede ver lo real» que le censuraba lo imaginario.